# Constantin Hölscher

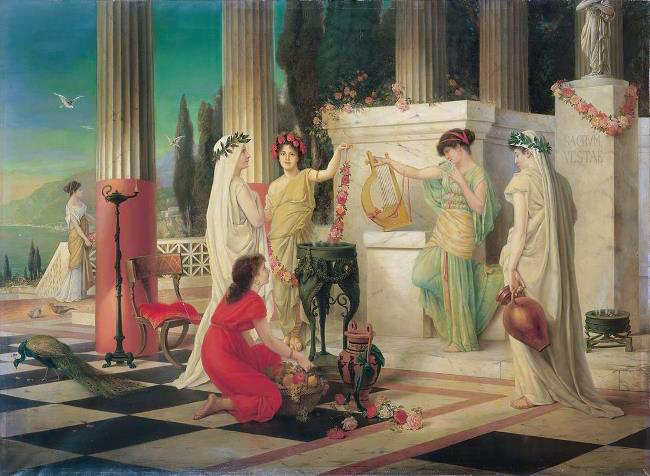
Im Tempel der Vesta, 1902

Constantin Hölscher, född 1861 i Bad Godesberg, död 1921 i Berlin, var en tysk målare.